# Liste der denkmalgeschützten Objekte in Kefermarkt
Die Liste der denkmalgeschützten Objekte in Kefermarkt enthält die 11 denkmalgeschützten, unbeweglichen Objekte in Kefermarkt (Oberösterreich).

## Denkmäler
| Foto |                 | Denkmal                                                                                        | Standort                                     | Beschreibung | Metadaten |
| ---- | --------------- | ---------------------------------------------------------------------------------------------- | -------------------------------------------- | --- | --- |
| ja   | Datei hochladen | Wallfahrtskirche hl. Wolfgang HERIS-ID: 20212 Objekt-ID: 16512                                 | Oberer Markt 1 Standort KG: Kefermarkt       | Um 1475 als Wallfahrtskirche erbaut mit einem der bedeutendsten spätgotischen Flügelaltäre Österreichs, dem Kefermarkter Flügelaltar. Das dreischiffige, fünfjochige Langhaus wird von einem Netzrippengewölbe abgeschlossen. Der Chor ist zweijochig. | BDA-Hist.: Q37850609 Status: § 2a Stand der BDA-Liste: 2025-06-30 Name: Wallfahrtskirche hl. Wolfgang GstNr.: .35 Wallfahrtskirche hl. Wolfgang (Kefermarkt)                        |
| ja   | Datei hochladen | Ehem. evang. Pfarrhof, Hagerhäusl HERIS-ID: 20213 Objekt-ID: 16513                             | Oberer Markt 2 Standort KG: Kefermarkt       | Der älteste Hausteil des evangelischen Pfarrhofs, erbaut, nachdem sich die Herrschaft Weinberg (Zelkinger) dem neuen Glauben zuwandte. Ein zweigeschoßiges, quadratisches Haus mit Mansarddach. Seitlich schließt der ehemalige Wirtschaftstrakt an. | BDA-Hist.: Q37850623 Status: Bescheid Stand der BDA-Liste: 2025-06-30 Name: Ehem. evang. Pfarrhof, Hagerhäusl GstNr.: .33 Hagerhäusl, Kefermarkt                                    |
| ja   | Datei hochladen | Gasthaus Zur Goldenen Sense HERIS-ID: 20230 Objekt-ID: 16532                                   | Oberer Markt 11 Standort KG: Kefermarkt      | Erbaut in der zweiten Hälfte des 16. Jahrhunderts mit Umbauten aus dem 18. Jahrhundert. Im Inneren finden sich Stichkappentonnen und Kreuzgratgewölbe. | BDA-Hist.: Q37850720 Status: Bescheid Stand der BDA-Liste: 2025-06-30 Name: Gasthaus Zur Goldenen Sense GstNr.: .40 Gasthaus Zur Goldenen Sense (Kefermarkt)                        |
| ja   | Datei hochladen | Ehem. Schule, Franz Kurz-Geburtshaus HERIS-ID: 11215 Objekt-ID: 7294                           | Oberer Markt 34 Standort KG: Kefermarkt      | Der 1588 urkundlich erwähnte zweigeschoßige Bau ist das Geburtshaus des oberösterreichischen Geschichtsforschers Franz Kurz (1771–1843). | BDA-Hist.: Q38092519 Status: Bescheid Stand der BDA-Liste: 2025-06-30 Name: Ehem. Schule, Franz Kurz-Geburtshaus GstNr.: .32/1                                                      |
| ja   | Datei hochladen | Bildstock HERIS-ID: 20228 Objekt-ID: 16529                                                     | bei Oberer Markt 37a Standort KG: Kefermarkt | Eine Tabernakelsäule aus dem 18. Jahrhundert (Jahreszahl 1740) mit jüngeren Blechbildern. | BDA-Hist.: Q37850706 Status: § 2a Stand der BDA-Liste: 2025-06-30 Name: Bildstock GstNr.: 1240/5 Wayside shrine Oberer Markt 37, Kefermarkt                                         |
| ja   | Datei hochladen | Schloss Weinberg HERIS-ID: 20222 Objekt-ID: 16523                                              | Weinberg 1 Standort KG: Kefermarkt           | Das imposante Schloss steht rund 600 m ü. A. auf einem nach Südwesten abfallenden Höhenrücken des Buchbergs. Im Kern ist es eine gotische Burg, die im 16. Jahrhundert zu einem Renaissance-Schloss umgebaut wurde. Die mittelalterliche Burg mit einem rechteckigen, mehrgeschoßigen Wohnturm (26 × 27 Meter) ist im Nordteil des heutigen Schlosses erkennbar. Die Burg war zu Beginn des 14. Jahrhunderts mit einer Ringmauer samt Wehrtürmen umgeben. Am Ende des 14. Jahrhunderts folgte im Osten eine 18 Meter hohe, 3 Meter dicke und 26 Meter lange Mauer, um gegen Angriffe besser geschützt zu sein. Diese Mauer wurde im 17. Jahrhundert umgebaut und dient seitdem als Außenseite für Wohnräume. | BDA-Hist.: Q1540281 Status: Bescheid Stand der BDA-Liste: 2025-06-30 Name: Schloss Weinberg GstNr.: .55 Schloss Weinberg (Kefermarkt)                                               |
| ja   | Datei hochladen | Meierhof Weinberg und Nebengebäude HERIS-ID: 20223 Objekt-ID: 16524                            | Weinberg 2, 3 Standort KG: Kefermarkt        | Der Meierhof wurde um 1626 östlich des Schlosses als Vierkanthof erbaut. Im Inneren mit Stichkappen- und Tonnengewölben. | BDA-Hist.: Q37850693 Status: Bescheid Stand der BDA-Liste: 2025-06-30 Name: Meierhof Weinberg und Nebengebäude GstNr.: .58, .59, .60, .136 Schloss Weinberg (Kefermarkt) - Meierhof |
| ja   | Datei hochladen | Pranger HERIS-ID: 20216 Objekt-ID: 16517                                                       | Standort KG: Kefermarkt                      | Der Pranger aus der Zeit der Markterhebung 1479 war bis etwa 1738 in Verwendung und wurde im Jahr 1788 abgebrochen. Auf dem achteckigen Schaft wurde ein Bildstock gesetzt, weshalb der Pranger also nicht mehr in seiner ursprünglichen Art erhalten ist. Im Jahr 1980 wurde der Pranger restauriert und am vermuteten früheren Standplatz aufgestellt. | BDA-Hist.: Q37850647 Status: § 2a Stand der BDA-Liste: 2025-06-30 Name: Pranger GstNr.: 1240/1 Pranger Kefermarkt                                                                   |
| ja   | Datei hochladen | Bauernhof Lestergut HERIS-ID: 20210 Objekt-ID: 16510                                           | Lest 1 Standort KG: Pernau                   | Der Bauernhof Lestergut war bis 1985 der Versorgungshof für die Marianisten in Freistadt im Marianum (Freistadt). Der Vierseithof wurde Mitte des 19. Jahrhunderts erbaut und beinhaltet eine Kapelle im ehemaligen Tanzsaal. | BDA-Hist.: Q37850557 Status: Bescheid Stand der BDA-Liste: 2025-06-30 Name: Bauernhof Lestergut GstNr.: .56/1                                                                       |
| ja   | Datei hochladen | Wohnhaus, Ehem. Stationsgebäude an der Pferdeeisenbahnstrecke HERIS-ID: 20211 Objekt-ID: 16511 | Lest 23 Standort KG: Pernau                  | Erbaut 1840/41 im Zuge des Baus der Pferdeeisenbahn. Vom ursprünglichen Vierseithof sind der Haupttrakt und die Stallungen erhalten. | BDA-Hist.: Q37850570 Status: Bescheid Stand der BDA-Liste: 2025-06-30 Name: Wohnhaus, Ehem. Stationsgebäude an der Pferdeeisenbahnstrecke GstNr.: .75/1                             |
| ja   | Datei hochladen | Zehentkasten des Piberhofes HERIS-ID: 11322 Objekt-ID: 7407                                    | Pernau 15 Standort KG: Pernau                | Der zweigeschoßige Zehentkasten (Troadkasten) stammt aus den Jahren 1520–1540 und ist der einzige spätgotisch erhaltene Speicher im Mühlviertel. Er ist an der Südostecke in den Vierkanthof integriert. | BDA-Hist.: Q38096754 Status: Bescheid Stand der BDA-Liste: 2025-06-30 Name: Zehentkasten des Piberhofes GstNr.: .102                                                                |

## Ehemalige Denkmäler
| Foto |                 | Denkmal                            | Standort                               | Beschreibung | Metadaten                                                                                        |
| ---- | --------------- | ---------------------------------- | -------------------------------------- | --- | ------------------------------------------------------------------------------------------------ |
| ja   | Datei hochladen | Pfarrhof Objekt-ID: 128841bis 2017 | Oberer Markt 1 Standort KG: Kefermarkt | Ein zweigeschoßiger Bau aus dem 17./18. Jahrhundert mit Satteldach und Kreuzgrat- und Tonnengewölbe im Inneren, der 2019 abgerissen wurde. Der Spatenstich für das neue Pfarrzentrum fand am 15. Juni 2020 statt. | BDA-Hist.: Q37821643 Status: Bescheid Stand der BDA-Liste: 2017-06-23 Name: Pfarrhof GstNr.: .34 |